# Roman Sitko
Roman Sitko (Czarna Sędziszowska, 30 marzo 1880 – Oświęcim, 12 ottobre 1942) è stato un presbitero polacco, venerato come martire e beato dalla Chiesa cattolica.

## Biografia
Nato in Polonia nel 1880, Roman Sitko intraprese gli studi religiosi nel 1900 e fu ordinato sacerdato nel 1904 a Tarnów.
Dopo l'invazione tedesca della Polonia, Sitko fu arrestato dai nazisti il 22 maggio 1941 e deportato al campo di concentramento di Auschwitz nell'agosto 1942, dove fu ucciso due mesi più tardi.

## Il culto
È uno dei 108 martiri polacchi beatificati da papa Giovanni Paolo II il 13 giugno 1999.